# روغن‌ماهی وزغی
روغن‌ماهی وزغی (نام علمی: Guttigadus globosus) نام یک گونه از تیره روغن‌ماهیان کوچک است.